# Sarcofago (Bergamo)
Il sarcofago conosciuto come Cavaliere Misterioso è un sarcofago ospitato in prossimità della fontana di Antescolis tra via Arena e piazza delle Rosate di cui rimane misteriosa la provenienza.

## Storia e descrizione
La ricerca del luogo di sepoltura del condottiero di Bergamo Bartolomeo Colleoni morto nel 1475 aveva da sempre creato interesse negli storici cittadini. 
Quando il 15 giugno 1922 Bergamo ricevette la visita del re Vittorio Emanuele, che pose il quesito di dove fosse sepolto: se nell'urna superiore o inferiore della cappella Colleoni, e dato che nessuno seppe dare risposta, furono maggiormente incuriositi e invitati alla ricerca del sito gli storici del tempo e si decise di cercare il luogo esatto ritenendo che non fosse realmente inumato nel monumento funebre conservato presso la cappella Colleoni, essendo il sarcofago presente nella cappella, ultimato dopo la morte del condottiero, quindi, come indicavano gli studi del priore della basilica mariana don Giuseppe Locatelli, sicuramente sepolto in un altro luogo probabilmente proprio nella basilica.
La presenza di una tomba era stata segnalata dallo studioso Donato Calvi l'11 luglio 1651: alquante ossa di statura et misura longhissima, quasi di gigante, et con l'ossa un bastone et una spada di legno posto sotto la pavimentazione della chiesa, a una profondità di circa due metri, di fronte al grande affresco Albero della Vita dove c'era la cappella dedicata a Santissimo Sacramento, e proprio a questa informazione che il monsignor Locatelli decise di proseguire nelle ricerche sotto la pavimentazione della basilica. Il 12 gennaio 1950 sotto la pavimentazione della basilica di Santa Maria Maggiore fu ritrovato un sepolcro di tipo barbarico, forse il recupero di un manufatto longobardo. Il manufatto è un blocco intero in pietra di Serizzo Ghilandone dal peso di otto tonnellate completo di coperchio a displuvio con poste agli angoli quattro acroteri e conservava i resti di un uomo molto alto, con il bastone del comando, una spada e un dato d'avorio che era l'oggetto usato nel medioevo per prevedere il futuro e il risultato delle battaglie, esattamente come indicato dal Calvi nel Seicento. 
Non fu possibile identificare il personaggio che se inizialmente parve essere il condottiero e tanto ne fu certo monsignor Locatelli che fece incidere sul sarcofago la scritta: CAP B. COL., anche se non si spiegava perché fosse stato sepolto in un manufatto di fattura longobarda senza alcun segno di riconoscimento solo una scritta: «i dolenti pongono condoglianze […] ai discendenti del condottiero».
I resti del cavaliere furono ricomposti e inseriti in una doppia cassa di ebano per essere poi ricollocati nel medesimo luogo di ritrovamento. Mentre il sarcofago è posto nei luogo accanto alla fontana di Antescolis in quella che è chiamata «casa del Priore» ma che anticamente era la “casa del forno”,  perché durante i periodi di carestia era il luogo dove venivano sfornato il pane da distribuire ai più bisognosi.

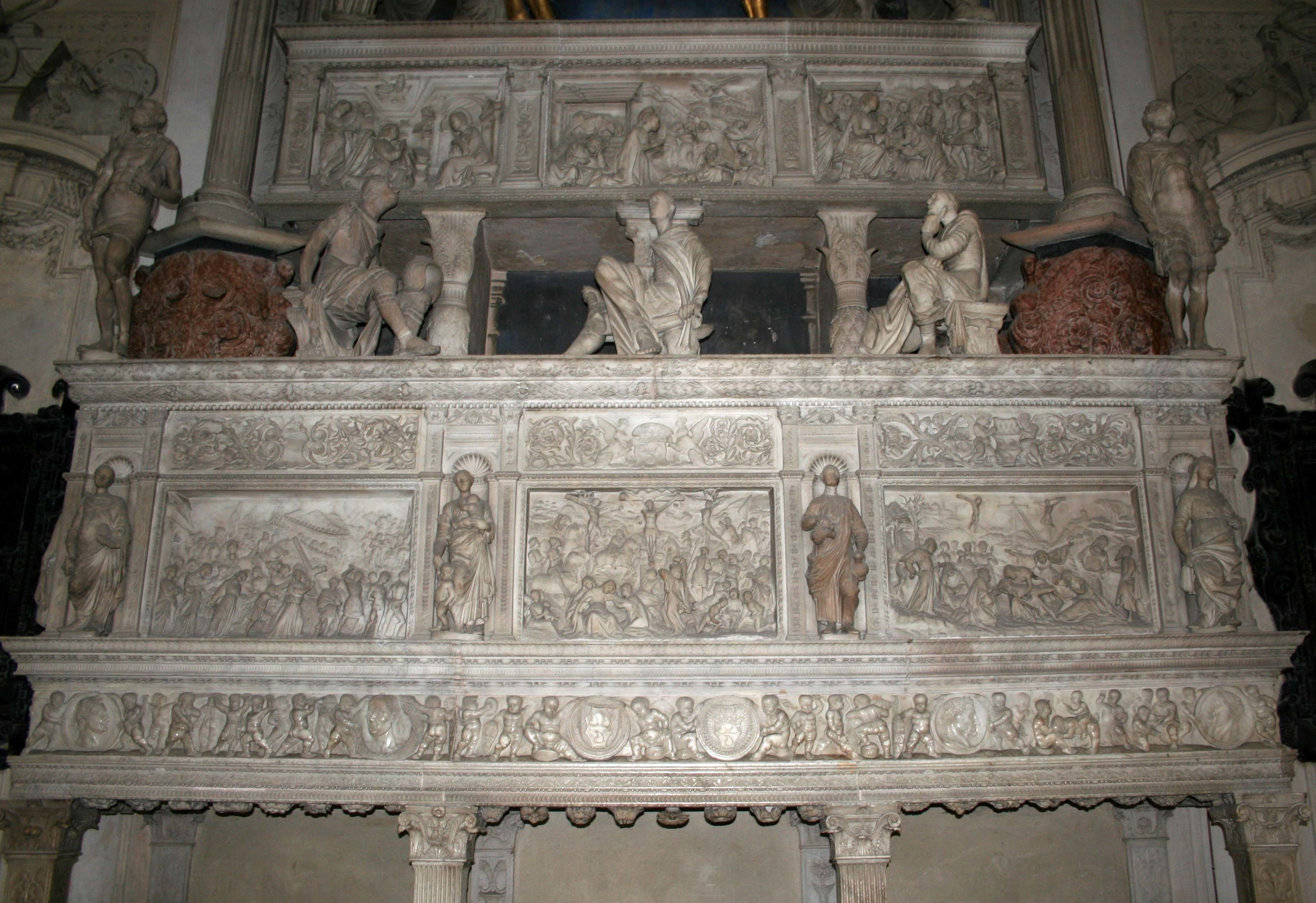
Sarcofago di Bartolomeo Colleoni

La ricerca sulle spoglie di Bartolomeo Colleoni proseguirono fino al 21 novembre 1969 quando fu aperto il sepolcro nel mausoleo e nel doppio fondo del sarcofago ritrovati i resti quasi integri con ai piedi una lastra di piombo dove era inciso il suo nome, nonché il bastone del comando, e il cappello alla capitanesca a conferma della reale sepoltura del personaggio.